# Løgtingswahl 1998
- Republikaner: 8
- Sozialdemokraten: 7
- Selbstverwaltung: 1
- Unionisten: 6
- Christdemokraten: 2
- Zentrumspartei: 2
- Volkspartei: 8

Die Løgtingswahl 1998 auf den Färöern fand am 1. April des Jahres statt. Es war die 14. Wahl seit Erlangung der inneren Selbstverwaltung (heimastýri) im Jahr 1948.
Der linksrepublikanische Tjóðveldisflokkurin ging als großer Gewinner und größte Partei aus dieser Wahl hervor. Er konnte seine Sitze von 4 auf 8 verdoppeln.
Auch der sozialdemokratische Javnaðarflokkurin und der konservative Fólkaflokkurin konnten jeweils 2 Sitze hinzugewinnen.
Verlierer dieser Wahl waren der unionistische Sambandsflokkurin (−2) und die kleineren Parteien, wie Sjálvstýrisflokkurin (−1), Miðflokkurin (−1), Kristiligi Fólkaflokkurin (−2) und Verkamannafylkingin (−3).
Für den Kristiligi Fólkaflokkurin und die Verkamannafylkingin war dies die letzte Wahl. Beide Parteien lösten sich bis zur nächsten Wahl im Jahr 2002 auf.
Als Folge des eindeutigen Wahlergebnisses wurde die unionistisch geführte Landesregierung Edmund Joensen II durch die neugebildete Landesregierung Anfinn Kallsberg I abgelöst.

## Ergebnisse der Løgtingswahl vom 1. April 1998
An der Wahl beteiligten sich acht Parteien.
| Partei                        | Stimmen | Prozent | Sitze |  |
| ----------------------------- | ------- | ------- | ----- |  |
| E – Tjóðveldisflokkurin       | 6.584   | 23,8    | 8     |  |
| C – Javnaðarflokkurin         | 6.063   | 21,9    | 7     |  |
| A – Fólkaflokkurin            | 5.886   | 21,3    | 8     |  |
| B – Sambandsflokkurin         | 4.995   | 18,0    | 6     |  |
| D – Sjálvstýrisflokkurin      | 1.351   | 7,6     | 2     |  |
| H – Miðflokkurin              | 1.125   | 4,1     | 1     |  |
| F – Kristiligi Fólkaflokkurin | 698     | 2,5     | 0     |  |
| I – Verkamannafylkingin       | 215     | 0,8     | 0     |  |
| Gesamt                        | 27.682  | 100     | 32    |  |